# Тасоткельський сільський округ (Хромтауський район)
Тасотке́льський сільський округ (каз. Тасөткел ауылдық округі, рос. Тасоткельский сельский округ) — адміністративна одиниця у складі Хромтауського району Актюбінської області Казахстану. Адміністративний центр — село Тасоткель.
Населення — 517 осіб (2021; 756 у 2009, 1216 у 1999, 1704 у 1989).
Станом на 1989 рік існувала Тасоткельська сільська рада (села Актасти, Тасоткель, Уйтас) у складі Карабутацького району. 1997 року Тасоткельський сільський округ був переданий зі складу ліквідованого Айтекебійського району до складу Хромтауського району. Село Уйтас ліквідовано 2012 року.

## Склад
До складу округу входять такі населені пункти:
| Населений пункт | Населення, осіб (1989) | Населення, осіб (1999) | Населення, осіб (2009) | Населення, осіб (2021) |
| --------------- | ---------------------- | ---------------------- | ---------------------- | ---------------------- |
| Акбулак, село   | -                      | 335                    | 259                    | 175                    |
| Актасти, село   | 292                    | 255                    | 145                    | 48                     |
| Тасоткель, село | 1230                   | 556                    | 352                    | 294                    |
| Уйтас, село     | 182                    | 70                     | 0                      | -                      |